# Pedro Buzeta
Pedro Antonio Buzeta fue un fraile lego franciscano, matemático, maestro arquitecto y de cañerías, gallego, español, notable por haber introducido el agua potable a su convento franciscano en Sanlúcar de Barrameda, Provincia de Cádiz, y en las ciudades mexicanas de Veracruz y Guadalajara.

## Biografía
Existen noticias de que en 1722 andaba en la ciudad de Zacatecas, dado a la tarea de recolectar limosnas para la construcción de un nuevo convento franciscano en Sanlúcar de Barrameda, Provincia de Cádiz, y los habitantes del puerto de Veracruz solicitaron al gobierno municipal que pidiese al virrey Baltasar de Zúñiga y Guzmán, marqués de Valero, la concesión de la gracia de que Buzeta dotara de agua al puerto y ciudad citados. El marqués accedió, y el matemático y fraile franciscano construyó acueductos subterráneos en 1723 y 1724.
En 1729, la Real Audiencia de Guadalajara nombró director de las obras de abastecimiento de agua a Guadalajara a su oidor Juan Rodríguez de Albuerne (marqués consorte de Altamira por su matrimonio con Luisa Sánchez de Tagle y Dávila), y este eligió a Buzeta, quien llegó a la capital novogalaica el 8 de noviembre de 1731, para dirigir la citada obra. Pasó a reconocer los arroyos, ríos y manantiales próximos a Guadalajara, y en ninguno encontró agua suficiente, por lo que se decidió por la vía subterránea, mediante la construcción de galerías filtrantes desde el poniente de la ciudad, que terminarían en un tanque. Buzeta indicó que la obra tendría un costo de 60 000 pesos, más sus honorarios de 2500 pesos cada año. La obra empezó el 19 de noviembre de 1731, y fue concluida el 13 de junio de 1740, con un costo de 75 269 pesos.

## Homenaje
En Guadalajara existen una calle y una Escuela Primaria denominadas Pedro Antonio Buzeta.